# Radzionków (gmina)
Radzionków – dawna gmina wiejska istniejąca w latach 1945–1951 w woj. śląskim i katowickim (dzisiejsze woj. śląskie). Siedzibą władz gminy był Radzionków (1951–1975 samodzielne miasto, 1975–1997 dzielnica Bytomia, od 1998 ponownie samodzielne miasto).
Gmina zbiorowa Radzionków powstała w grudniu 1945 w powiecie tarnogórskim w woj. śląskim (śląsko-dąbrowskim). Według stanu z 1 stycznia 1946 gmina składała się z samej siedziby i nie była podzielona na gromady. 6 lipca 1950 zmieniono nazwę woj. śląskiego na katowickie.
Jako gmina wiejska jednostka przestała istnieć z dniem 8 sierpnia 1951 wraz z nadaniem Radzionkowowi praw miejskich i przekształceniem jednostki w gminę miejską.